# Света Ана (Маловище)
„Света Ана“ (на македонска литературна норма: „Света Ана“) е православна манастирска църква в битолското влашко село Маловище, Северна Македония. Църквата е под управлението на Преспанско-Пелагонийската епархия на Македонската православна църква – Охридска архиепископия.
Църквата е разположена на 1410 m надморска височина, на 2,5 km югозападно от селото Маловище, във висока букова гора. Съществуват сведения, че манастирът съществува от средата на XVIII век. Днешният храм е изграден в 1936 година, а конаците са достроявани по-късно. Църквата е трикорабна сграда с камбанария над западния вход.